# Haus Voerde

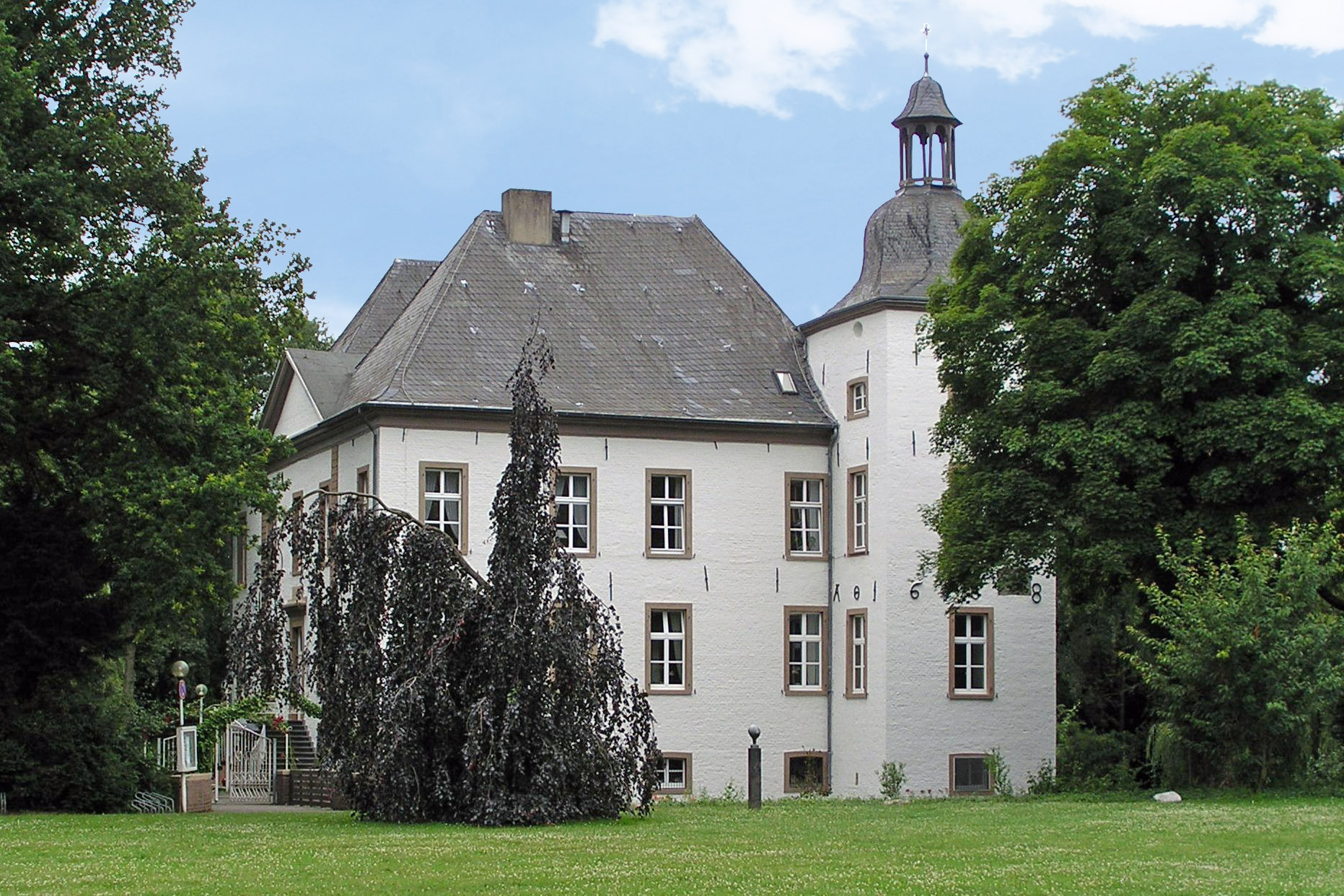
Haus Voerde, Ansicht von Westen

Haus Voerde ist ein schlossartiges Herrenhaus in der niederrheinischen Stadt Voerde in Nordrhein-Westfalen. Es geht auf eine mittelalterliche Wasserburg der Herren von Loete zurück, die ein Lehen der Abtei Werden war. Von nachfolgenden Eigentümern barock und klassizistisch umgestaltet, steht das Gebäude seit 1984 als Baudenkmal unter Denkmalschutz. Heute ist es Eigentum der Stadt Voerde, die es als Standesamt und Kulturzentrum nutzt. Außerdem ist im Kellergeschoss ein Restaurant beheimatet.

## Geschichte
Haus Voerde ist der Nachfolger eines Wirtschaftshofes der Abtei Werden, der wohl zur Versorgung des Klosters diente und schon vor 1200 existierte. Er stand an der Furt eines Altrheinarms und wurde 1344 erstmals urkundlich erwähnt, als er, zu einem Lehen umgewandelt, an Johann von Loete gegeben wurde. Vielleicht hatte sich die Abtei zu diesem Schritt entschlossen, weil der Hof sehr weit von Werden entfernt lag. Die Herren von Loete bauten zwar ein neues Wohnhaus, bewohnten den Hof jedoch nicht selbst. Gegen Ende des 14. Jahrhunderts wechselte die Lehnshoheit über Voerde von Werden an die Grafen von der Mark und Kleve, welche die Lehnshoheit als Werdener Vögte an sich zogen. Nachdem die Grafen 1417 zu Herzögen von Kleve erhoben worden waren, war Haus Voerde damit zu einem klevischen Lehen geworden.
1477 überließ Jordan von Loete Haus Voerde seinem Schwager, der es 1486 an Jakob von (der) Kapellen von dem benachbarten Haus Wohnung verkaufte. Der neue Besitzer war Amtmann von Loo und Rentmeister des Amtes Dinslaken. Er machte Voerde zu seinem ständigen Wohnsitz und baute das Wohnhaus wahrscheinlich standesgemäß um, sodass es anschließend ein landtagsfähiger Rittersitz war. Die Vorburg war seinerzeit wohl von einer Ringmauer umschlossen und durch eine Zugbrücke mit der Kernburginsel verbunden.
Fast 80 Jahre lang blieb das Haus bei der Familie von Kapellen, ehe es Jakobs Enkelin Margarete mitsamt den dazu gehörenden Ländereien 1563 in ihre Ehe mit Jörgen von Syberg brachte. Seine Familie blieb die nachfolgenden 200 Jahre lang Besitzerin. Unter ihr wurde der protestantische Glauben in Voerde eingeführt, was im Achtzigjährigen Krieg dazu führte, dass spanische Truppen Ort und Haus 1596 plünderten und in Brand steckten. Unter Einbezug der noch vorhandenen Bausubstanz wurde das Anwesen aber wieder aufgebaut. Jörgens Enkel Kaspar von Syberg wurde 1641 mit dem Haus belehnt, das ab 1652 Mittelpunkt einer eigenen Herrschaft samt Gerichtsbarkeit war. Kaspar baute Haus Voerde 1668 im Stil des Barocks um und aus. Dabei fügte der Bauherr dem rechteckigen Burghaus an der Hofseite zwei zusätzliche Flügel und einen Eckturm an. Ein älterer Eckturm wurde um ein Halbgeschoss erhöht und mit einer barocken Haube ausgestattet. Nach Ende der Bauarbeiten war Haus Voerde doppelt so groß wie zuvor. Es umgab einen kleinen Innenhof, der auf einer Katasterkarte aus dem Jahr 1733 zu sehen ist, später aber überbaut wurde.

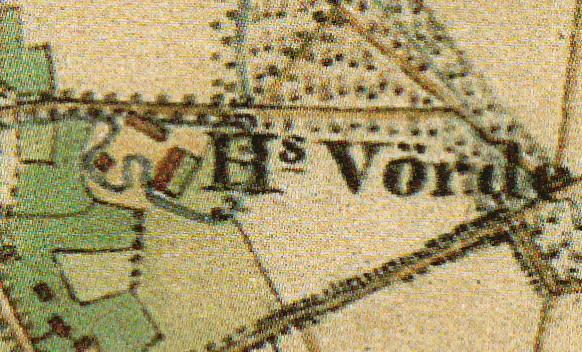
Haus Voerde auf der Westfälischen Uraufnahme

Analog zum Niedergang der Familie von Syberg im 18. Jahrhundert verwahrloste das Anwesen. Wahrscheinlich um Unterhaltskosten zu sparen, wurde einer der Ecktürme abgerissen. Nachdem das letzte männliche Mitglied der Sybergs 1764 hoch verschuldet verstorben war, eröffnete die preußische Regierung 1770 das Konkursverfahren über das Sybergsche Restvermögen. Der Voerder Besitz mit über 30 abhängigen Höfen wurde zerstückelt und verkauft. Das Herrenhaus samt Vorburg und ein klein wenig Land erwarb 1774 der Freiherr Jan Cornelius von Ablaing, dessen Frau eine geborene von Syberg war. Sein steinernes Wappen im Großen Saal des Hauses zeugt noch heute von ihm als Besitzer. Die nächsten rund 80 Jahre wechselten die Eigentümer in kurzer Folge. Schon 1788 verkaufte Jan Cornelius von Ablaing Haus Voerde an der Freiherrn von Vaerst, dessen Witwe es 1809 – nachdem Voerde französisch geworden und die Lehnsbindung aufgehoben worden war – an den Freiherrn von Wittenhorst-Sonsfeld von Haus Aspel weiterveräußerte. Der neue Eigentümer vergrößerte den Landbesitz durch Zukäufe wieder und renovierte das heruntergekommene Herrenhaus. Dabei ließ er die Südostfassade im Stil des Klassizismus neu gestalten und gab den Fenstern ihr heutiges, einheitliches Aussehen. Sein Sohn verkaufte Haus Voerde 1847 an Wilhelm Bewer, der es schon im darauffolgenden Jahr an den Fürsten zu Salm-Salm weiterveräußerte. 1861 gehörten wieder 820 Morgen Land zum Anwesen. 1867 erfolgte der Verkauf an Theodor Scholten, dessen Kinder es nach seinem Tod 1920 an Jan Arntz veräußerten. Von ihm erwarb es 1922 die Gemeinde Voerde, die das Anwesen aber wegen befürchteter hoher Kosten sofort weiterverkaufte und nur einige Hundert Morgen Land behielt. 1941 gelangte Haus Voerde schließlich mit 23 Morgen Landbesitz an den Kreis Dinslaken. Die Vorburg, deren baufällige Wirtschaftsgebäude nach 1933 niedergelegt worden waren, war seinerzeit nicht im Kauf inbegriffen.
Haus Voerde musste in den letzten Tagen des Zweiten Weltkriegs 1945 Plünderungen und erhebliche Schäden hinnehmen. Das kriegsbeschädigte und völlig leergeräumte Hauptgebäude machte der Kreis Dinslaken der neu gegründeten Gemeinde Voerde am 1. April 1950 zum Geschenk. Sie ließ in der Zeit von 1957 bis 1966 umfangreiche Sanierungsarbeiten vornehmen, bei denen die historische Innenausstattung verloren ging. So wurden zum Beispiel die barocken Stuckdecken durch Decken aus Beton ersetzt. Nach der Stadtwerdung Voerdes im Jahr 1981 ließ die Stadtverwaltung ab 1984 neuerliche Renovierungs- und Umgestaltungsarbeiten vornehmen. Die bisher letzte Instandsetzung erfolgte 2004. Die Stadt ist heute noch Eigentümerin.

## Beschreibung

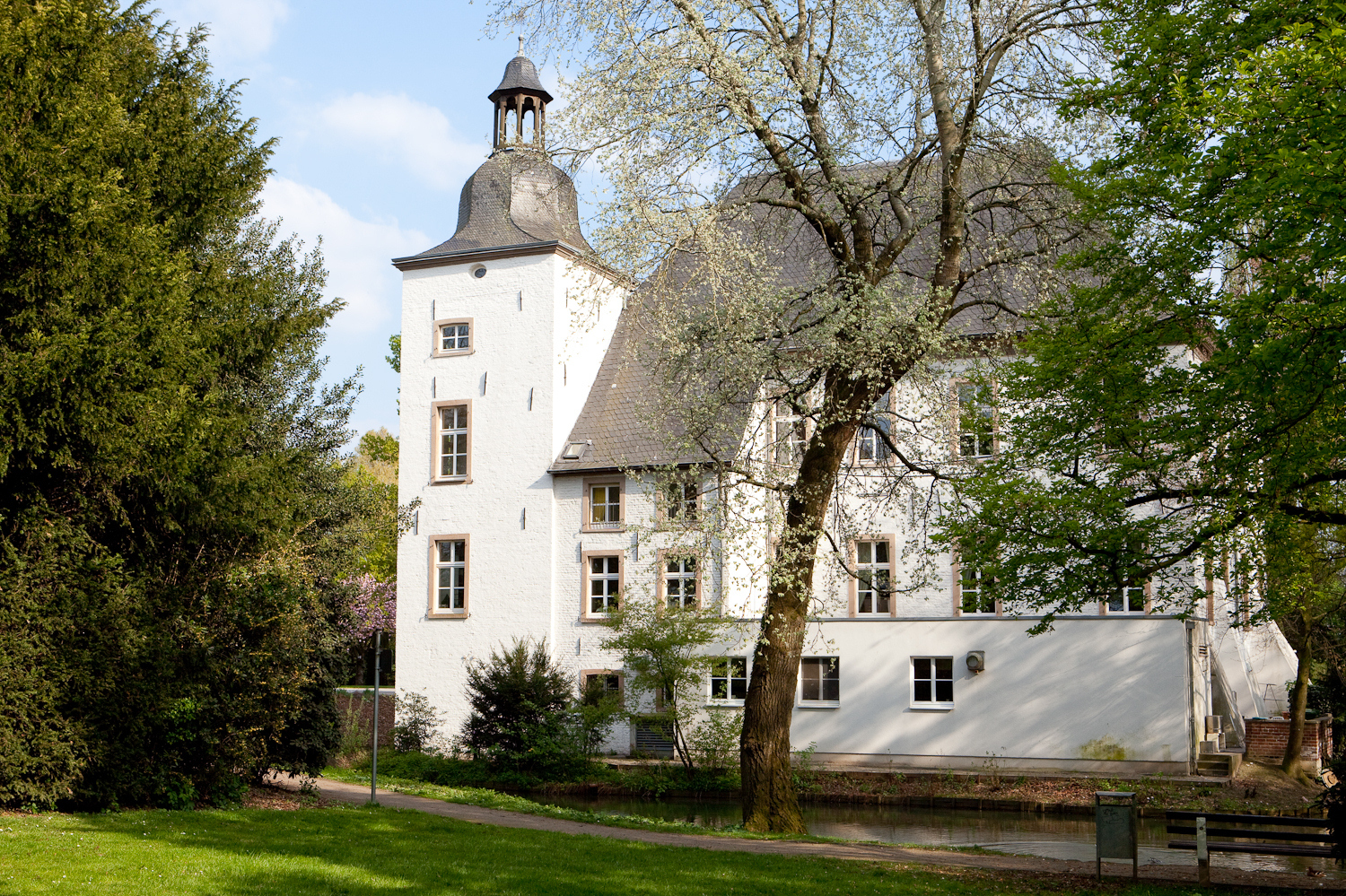
Haus Voerde, Ansicht von Norden

Haus Voerde steht inmitten eines kleinen Parks, in dem 2014 ein Schlossgarten nach barocken Vorbildern angelegt wurde. Früher gehörte zum Anwesen eine westlich vom Herrenhaus liegende Vorburg, von deren Gebäuden heute nichts mehr erhalten ist. Der Grundriss der einstigen Wirtschaftsbauten auf dem Vorburgareal wurde aber durch eine Pflasterung aus Naturstein kenntlich gemacht. In dem Bereich wurden 1983 bei Erdarbeiten Fundamente gefunden, die vermutlich aus dem Mittelalter stammen. Heute steht dort ein 1969 im Rhein gefundener Quarzit aus dem Tertiär. Er zeigt Wurzeln von Bäumen und Sträuchern, die zehn Millionen Jahre alt sind.
Das weiß geschlämmte Herrenhaus ist ein nahezu quadratisches Gebäude, an dessen Nordecke sich ein kurzer Anbau samt quadratischem Eckturm anschließt. Es steht auf einer Insel, die von einem durch den Mommbach gespeisten Wassergraben umgeben ist. Untersuchungen im Jahr 2001 haben gezeigt, dass Haus Voerde auf einem Pfahlrost gründet. Seine zwei Geschosse erheben sich auf einem hohen Kellergeschoss, das von mächtigen Pfeilern gestützt wird. Im schlichten Putzbau aus Backstein findet sich Bausubstanz aus dem 14. bis 20. Jahrhundert, denn die Nordhälfte des Gebäudes besteht noch aus dem gotischen Burghaus, in dem innen der große Festsaal liegt. Der untere Teil des nördlichen Eckturms stammt wohl noch aus dem 15. Jahrhundert und wurde 1668 erneuert. Davon zeugen Maueranker in Form der Jahreszahl und das Allianzwappen Kaspar von Sybergs und seiner Frau Elbertine von Steenhuys. Zwei weitere Gebäudetrakte stammen ebenfalls aus dem 17. Jahrhundert, während die Südostfassade mit ihrem schlichten Portal, der geschwungenen, zweiläufigen Treppe und dem Dreiecksgiebel ins 19. Jahrhundert datiert. Die einzelnen Gebäudeteile sind unter einem gemeinsamen, schiefergedeckten Walmdach zusammengefasst.
Das Kellergeschoss mit seinen flachen Kreuzgratgewölben wird heute durch ein Restaurant genutzt. Im großen Saal des Erdgeschosses finden Theateraufführungen, Lesungen und Kunstausstellungen statt. Außerdem kann er für private Feiern angemietet werden. Im Obergeschoss ist heute das Standesamt der Stadt Voerde untergebracht.